# Список астероїдів (8201—8300)
| Назва                              | Тимчасове позначення | Дата відкриття    | Місце відкриття                      | Відкривач                                              |
| ---------------------------------- | -------------------- | ----------------- | ------------------------------------ | ------------------------------------------------------ |
| (8201) 1994 AH2                    | 1994 AH2             | 5 січня 1994      | Обсерваторія Сайдинг-Спрінг          | Ґордон Ґаррард                                         |
| 8202 Ґулі (Gooley)                 | 1994 CX2             | 11 лютого 1994    | Обсерваторія Кітамі                  | Кін Ендате, Кадзуро Ватанабе                           |
| 8203 Джоґолеман (Jogolehmann)      | 1994 CP10            | 7 лютого 1994     | Обсерваторія Ла-Сілья                | Ерік Вальтер Ельст                                     |
| 8204 Такабатаке (Takabatake)       | 1994 GC1             | 8 квітня 1994     | Обсерваторія Кітамі                  | Кін Ендате, Кадзуро Ватанабе                           |
| 8205 ван Дейк (Van Dijck)          | 1994 PE10            | 10 серпня 1994    | Обсерваторія Ла-Сілья                | Ерік Вальтер Ельст                                     |
| 8206 Масаюкі (Masayuki)            | 1994 WK1             | 27 листопада 1994 | Обсерваторія Оїдзумі                 | Такао Кобаяші                                          |
| 8207 Сумінао (Suminao)             | 1994 YS1             | 31 грудня 1994    | Обсерваторія Оїдзумі                 | Такао Кобаяші                                          |
| 8208 Вольта (Volta)                | 1995 DL2             | 28 лютого 1995    | Сормано                              | Пієро Сіколі, П. Ґецці                                 |
| 8209 Тосканеллі (Toscanelli)       | 1995 DM2             | 28 лютого 1995    | Сормано                              | Пієро Сіколі, П. Ґецці                                 |
| 8210 Нантен (NANTEN)               | 1995 EH              | 5 березня 1995    | Обсерваторія Оїдзумі                 | Такао Кобаяші                                          |
| (8211) 1995 EB1                    | 1995 EB1             | 5 березня 1995    | Обсерваторія Кушіро                  | Сейджі Уеда, Хіроші Канеда                             |
| 8212 Наосіґетані (Naoshigetani)    | 1995 EF1             | 6 березня 1995    | Обсерваторія Кійосато                | Сатору Отомо                                           |
| (8213) 1995 FE                     | 1995 FE              | 26 березня 1995   | Обсерваторія Наті-Кацуура            | Йошісада Шімідзу, Такеші Урата                         |
| 8214 Міреллаліллі (Mirellalilli)   | 1995 FH              | 29 березня 1995   | Обсерваторія Ла-Сілья                | Стефано Моттола                                        |
| 8215 Zanonato                      | 1995 FZ              | 31 березня 1995   | Обсерваторія Наті-Кацуура            | Йошісада Шімідзу, Такеші Урата                         |
| 8216 Мелош (Melosh)                | 1995 FX14            | 27 березня 1995   | Обсерваторія Кітт-Пік                | Spacewatch                                             |
| 8217 Домінікгашек (Dominikhasek)   | 1995 HC              | 21 квітня 1995    | Обсерваторія Ондржейов               | Петр Правец, Ленка Коткова                             |
| 8218 Гоусті (Hosty)                | 1996 JH              | 8 травня 1996     | Обсерваторія Сайдинг-Спрінг          | Роберт Макнот                                          |
| (8219) 1996 JL                     | 1996 JL              | 10 травня 1996    | YGCO (станція Тійода)                | Роберт Макнот, Такуо Кодзіма                           |
| 8220 Нан'йо (Nanyou)               | 1996 JD1             | 13 травня 1996    | Обсерваторія Наніо                   | Томімару Окуні                                         |
| 8221 Ла Кондамін (La Condamine)    | 1996 NA4             | 14 липня 1996     | Обсерваторія Ла-Сілья                | Ерік Вальтер Ельст                                     |
| 8222 Ґеллнер (Gellner)             | 1996 OX              | 22 липня 1996     | Обсерваторія Клеть                   | Мілош Тіхі, Зденек Моравец                             |
| 8223 Бредшов (Bradshaw)            | 1996 PD              | 6 серпня 1996     | Прескоттська обсерваторія            | Пол Комба                                              |
| 8224 Фултонрайт (Fultonwright)     | 1996 PE              | 6 серпня 1996     | Прескоттська обсерваторія            | Пол Комба                                              |
| 8225 Емерсон (Emerson)             | 1996 QC              | 16 серпня 1996    | Астрономічна обсерваторія Но-Алґарве | Кріс Дарман, Бев Юен-Сміт                              |
| (8226) 1996 TF7                    | 1996 TF7             | 5 жовтня 1996     | Обсерваторія Наті-Кацуура            | Йошісада Шімідзу, Такеші Урата                         |
| (8227) 1996 VD4                    | 1996 VD4             | 8 листопада 1996  | Станція Сінлун                       | SCAP                                                   |
| (8228) 1996 YB2                    | 1996 YB2             | 22 грудня 1996    | Станція Сінлун                       | SCAP                                                   |
| 8229 Козельський (Kozelsky)        | 1996 YU2             | 28 грудня 1996    | Обсерваторія Ондржейов               | Марек Волф, Ленка Коткова                              |
| 8230 Перона (Perona)               | 1997 TW16            | 8 жовтня 1997     | Обсерваторія Санта-Лючія Стронконе   | Обсерваторія Санта-Лючія Стронконе                     |
| 8231 Тецудзіямада (Tetsujiyamada)  | 1997 TX17            | 6 жовтня 1997     | Обсерваторія Кітамі                  | Кін Ендате, Кадзуро Ватанабе                           |
| 8232 Акірамідзуно (Akiramizuno)    | 1997 UW3             | 26 жовтня 1997    | Обсерваторія Оїдзумі                 | Такао Кобаяші                                          |
| 8233 Асада (Asada)                 | 1997 VZ2             | 5 листопада 1997  | Обсерваторія Оїдзумі                 | Такао Кобаяші                                          |
| 8234 Нобеока (Nobeoka)             | 1997 VK8             | 3 листопада 1997  | Обсерваторія Ґейсей                  | Тсутому Секі                                           |
| 8235 Фраґонар (Fragonard)          | 2096 P-L             | 24 вересня 1960   | Паломарська обсерваторія             | К. Й. ван Гаутен, І. ван Гаутен-Ґроневельд, Т. Герельс |
| 8236 Ґейнсборо (Gainsborough)      | 4040 P-L             | 24 вересня 1960   | Паломарська обсерваторія             | К. Й. ван Гаутен, І. ван Гаутен-Ґроневельд, Т. Герельс |
| 8237 Констебль (Constable)         | 7581 P-L             | 17 жовтня 1960    | Паломарська обсерваторія             | К. Й. ван Гаутен, І. ван Гаутен-Ґроневельд, Т. Герельс |
| 8238 Курбе (Courbet)               | 4232 T-1             | 26 березня 1971   | Паломарська обсерваторія             | К. Й. ван Гаутен, І. ван Гаутен-Ґроневельд, Т. Герельс |
| 8239 Сіньяк (Signac)               | 1153 T-2             | 29 вересня 1973   | Паломарська обсерваторія             | К. Й. ван Гаутен, І. ван Гаутен-Ґроневельд, Т. Герельс |
| 8240 Матісс (Matisse)              | 4172 T-2             | 29 вересня 1973   | Паломарська обсерваторія             | К. Й. ван Гаутен, І. ван Гаутен-Ґроневельд, Т. Герельс |
| 8241 Agrius                        | 1973 SE1             | 19 вересня 1973   | Паломарська обсерваторія             | К. Й. ван Гаутен, І. ван Гаутен-Ґроневельд, Т. Герельс |
| 8242 Joshemery                     | 1975 SA1             | 30 вересня 1975   | Паломарська обсерваторія             | Ш. Дж. Бас                                             |
| 8243 Devonburr                     | 1975 SF1             | 30 вересня 1975   | Паломарська обсерваторія             | Ш. Дж. Бас                                             |
| 8244 Миколайчук (Mikolaichuk)      | 1975 TO2             | 3 жовтня 1975     | КрАО                                 | Черних Людмила Іванівна                                |
| 8245 Молнар (Molnar)               | 1977 RC9             | 8 вересня 1977    | Паломарська обсерваторія             | Ш. Дж. Бас                                             |
| 8246 Котов (Kotov)                 | 1979 QT8             | 20 серпня 1979    | КрАО                                 | Черних Микола Степанович                               |
| 8247 Шерілхолл (Cherylhall)        | 1979 SP14            | 20 вересня 1979   | Паломарська обсерваторія             | Ш. Дж. Бас                                             |
| 8248 Гурзуф (Gurzuf)               | 1979 TV2             | 14 жовтня 1979    | КрАО                                 | Черних Микола Степанович                               |
| 8249 Ґершвін (Gershwin)            | 1980 GG              | 13 квітня 1980    | Обсерваторія Клеть                   | Антонін Мркос                                          |
| 8250 Корнелл (Cornell)             | 1980 RP              | 2 вересня 1980    | Станція Андерсон-Меса                | Едвард Бовелл                                          |
| 8251 Isogai                        | 1980 VA              | 8 листопада 1980  | Токай (Айті)                         | Тошімата Фурута                                        |
| 8252 Елкінс-Тантон (Elkins-Tanton) | 1981 EY14            | 1 березня 1981    | Обсерваторія Сайдинг-Спрінг          | Ш. Дж. Бас                                             |
| 8253 Брунетто (Brunetto)           | 1981 EU15            | 1 березня 1981    | Обсерваторія Сайдинг-Спрінг          | Ш. Дж. Бас                                             |
| 8254 Московіц (Moskovitz)          | 1981 EF18            | 2 березня 1981    | Обсерваторія Сайдинг-Спрінг          | Ш. Дж. Бас                                             |
| 8255 Масьєро (Masiero)             | 1981 EZ18            | 2 березня 1981    | Обсерваторія Сайдинг-Спрінг          | Ш. Дж. Бас                                             |
| 8256 Шеньчжоу (Shenzhou)           | 1981 UZ9             | 25 жовтня 1981    | Обсерваторія Цзицзіньшань            | Обсерваторія Червона Гора                              |
| 8257 Ендіченґ (Andycheng)          | 1982 HO1             | 28 квітня 1982    | Станція Андерсон-Меса                | Едвард Бовелл                                          |
| (8258) 1982 RW1                    | 1982 RW1             | 15 вересня 1982   | Обсерваторія Клеть                   | Антонін Мркос                                          |
| (8259) 1983 UG                     | 1983 UG              | 16 жовтня 1983    | Обсерваторія Клеть                   | Зденька Ваврова                                        |
| (8260) 1984 SH                     | 1984 SH              | 23 вересня 1984   | Смолян                               | Болгарська Національна обсерваторія                    |
| 8261 Сесіліяджулія (Ceciliejulie)  | 1985 RD              | 11 вересня 1985   | Обсерваторія Брорфельде              | Обсерваторія Копенгагена                               |
| 8262 Керкіч (Carcich)              | 1985 RG              | 14 вересня 1985   | Станція Андерсон-Меса                | Едвард Бовелл                                          |
| (8263) 1986 QT                     | 1986 QT              | 26 серпня 1986    | Обсерваторія Ла-Сілья                | Анрі Дебеонь                                           |
| (8264) 1986 QA3                    | 1986 QA3             | 29 серпня 1986    | Обсерваторія Ла-Сілья                | Анрі Дебеонь                                           |
| (8265) 1986 RB5                    | 1986 RB5             | 1 вересня 1986    | Обсерваторія Ла-Сілья                | Анрі Дебеонь                                           |
| 8266 Бертеллі (Bertelli)           | 1986 TC              | 1 жовтня 1986     | Обсерваторія Сан-Вітторе             | Обсерваторія Сан-Вітторе                               |
| (8267) 1986 TX3                    | 1986 TX3             | 4 жовтня 1986     | Обсерваторія Клеть                   | Антонін Мркос                                          |
| 8268 Ґерделер (Goerdeler)          | 1987 SQ10            | 29 вересня 1987   | Обсерваторія Карла Шварцшильда       | Ф. Бернґен                                             |
| 8269 Каландреллі (Calandrelli)     | 1988 QB              | 17 серпня 1988    | Обсерваторія Сан-Вітторе             | Обсерваторія Сан-Вітторе                               |
| 8270 Вінслов (Winslow)             | 1989 JF              | 2 травня 1989     | Паломарська обсерваторія             | Е. Гелін                                               |
| 8271 Imai                          | 1989 NY              | 2 липня 1989      | Паломарська обсерваторія             | Е. Гелін                                               |
| 8272 Iitatemura                    | 1989 SG              | 24 вересня 1989   | Обсерваторія Кані                    | Йосікане Мідзуно, Тошімата Фурута                      |
| 8273 Апатея (Apatheia)             | 1989 WB2             | 29 листопада 1989 | Сусоно                               | Макіо Акіяма, Тошімата Фурута                          |
| 8274 Соедзіма (Soejima)            | 1990 TJ1             | 15 жовтня 1990    | Обсерваторія Кітамі                  | Кін Ендате, Кадзуро Ватанабе                           |
| 8275 Інка (Inca)                   | 1990 VR8             | 11 листопада 1990 | Обсерваторія Ла-Сілья                | Ерік Вальтер Ельст                                     |
| 8276 Сіґей (Shigei)                | 1991 FL              | 17 березня 1991   | Обсерваторія Кійосато                | Сатору Отомо, Осаму Мурамацу                           |
| 8277 Мачу-Пікчу (Machu-Picchu)     | 1991 GV8             | 8 квітня 1991     | Обсерваторія Ла-Сілья                | Ерік Вальтер Ельст                                     |
| (8278) 1991 JJ                     | 1991 JJ              | 4 травня 1991     | Обсерваторія Кані                    | Йосікане Мідзуно, Тошімата Фурута                      |
| 8279 Куско (Cuzco)                 | 1991 PN7             | 6 серпня 1991     | Обсерваторія Ла-Сілья                | Ерік Вальтер Ельст                                     |
| 8280 Петерґрубер (Petergruber)     | 1991 PG16            | 7 серпня 1991     | Паломарська обсерваторія             | Генрі Гольт                                            |
| (8281) 1991 PC18                   | 1991 PC18            | 8 серпня 1991     | Паломарська обсерваторія             | Генрі Гольт                                            |
| 8282 Делп (Delp)                   | 1991 RR40            | 10 вересня 1991   | Обсерваторія Карла Шварцшильда       | Ф. Бернґен                                             |
| (8283) 1991 SV                     | 1991 SV              | 30 вересня 1991   | Обсерваторія Сайдинг-Спрінг          | Роберт Макнот                                          |
| 8284 Кранах (Cranach)              | 1991 TT13            | 8 жовтня 1991     | Обсерваторія Карла Шварцшильда       | Ф. Бернґен                                             |
| (8285) 1991 UK3                    | 1991 UK3             | 31 жовтня 1991    | Обсерваторія Кушіро                  | Сейджі Уеда, Хіроші Канеда                             |
| 8286 Коуї (Kouji)                  | 1992 EK1             | 8 березня 1992    | Обсерваторія Кітамі                  | Кін Ендате, Кадзуро Ватанабе                           |
| (8287) 1992 EJ4                    | 1992 EJ4             | 1 березня 1992    | Обсерваторія Ла-Сілья                | UESAC                                                  |
| (8288) 1992 ED17                   | 1992 ED17            | 1 березня 1992    | Обсерваторія Ла-Сілья                | UESAC                                                  |
| 8289 Ан-Ееф'є (An-Eefje)           | 1992 JQ3             | 3 травня 1992     | Обсерваторія Ла-Сілья                | Анрі Дебеонь                                           |
| (8290) 1992 NP                     | 1992 NP              | 2 липня 1992      | Паломарська обсерваторія             | Е. Гелін, Л. Лі                                        |
| 8291 Бінґгам (Bingham)             | 1992 RV1             | 2 вересня 1992    | Обсерваторія Ла-Сілья                | Ерік Вальтер Ельст                                     |
| (8292) 1992 SU14                   | 1992 SU14            | 30 вересня 1992   | Паломарська обсерваторія             | Генрі Гольт                                            |
| (8293) 1992 UQ                     | 1992 UQ              | 19 жовтня 1992    | Обсерваторія Кушіро                  | Сейджі Уеда, Хіроші Канеда                             |
| 8294 Такаюкі (Takayuki)            | 1992 UM3             | 26 жовтня 1992    | Обсерваторія Кітамі                  | Кін Ендате, Кадзуро Ватанабе                           |
| 8295 Тосіфукусіма (Toshifukushima) | 1992 UN4             | 26 жовтня 1992    | Обсерваторія Кітамі                  | Кін Ендате, Кадзуро Ватанабе                           |
| 8296 Міяма (Miyama)                | 1993 AD              | 13 січня 1993     | Обсерваторія Кітамі                  | Кін Ендате, Кадзуро Ватанабе                           |
| 8297 Жерардфор (Gerardfaure)       | 1993 QJ4             | 18 серпня 1993    | Коссоль                              | Ерік Вальтер Ельст                                     |
| 8298 Любна (Loubna)                | 1993 SQ10            | 22 вересня 1993   | Обсерваторія Ла-Сілья                | Анрі Дебеонь, Ерік Вальтер Ельст                       |
| 8299 Tealeoni                      | 1993 TP24            | 9 жовтня 1993     | Обсерваторія Ла-Сілья                | Ерік Вальтер Ельст                                     |
| 8300 Іґа (Iga)                     | 1994 AO2             | 9 січня 1994      | Обсерваторія Оїдзумі                 | Такао Кобаяші                                          |

| Астероїди 1—10000 → |           |           |           |           |           |           |           |           |            |
| 1—100               | 1001—1100 | 2001—2100 | 3001—3100 | 4001—4100 | 5001—5100 | 6001—6100 | 7001—7100 | 8001—8100 | 9001—9100  |
| 101—200             | 1101—1200 | 2101—2200 | 3101—3200 | 4101—4200 | 5101—5200 | 6101—6200 | 7101—7200 | 8101—8200 | 9101—9200  |
| 201—300             | 1201—1300 | 2201—2300 | 3201—3300 | 4201—4300 | 5201—5300 | 6201—6300 | 7201—7300 | 8201—8300 | 9201—9300  |
| 301—400             | 1301—1400 | 2301—2400 | 3301—3400 | 4301—4400 | 5301—5400 | 6301—6400 | 7301—7400 | 8301—8400 | 9301—9400  |
| 401—500             | 1401—1500 | 2401—2500 | 3401—3500 | 4401—4500 | 5401—5500 | 6401—6500 | 7401—7500 | 8401—8500 | 9401—9500  |
| 501—600             | 1501—1600 | 2501—2600 | 3501—3600 | 4501—4600 | 5501—5600 | 6501—6600 | 7501—7600 | 8501—8600 | 9501—9600  |
| 601—700             | 1601—1700 | 2601—2700 | 3601—3700 | 4601—4700 | 5601—5700 | 6601—6700 | 7601—7700 | 8601—8700 | 9601—9700  |
| 701—800             | 1701—1800 | 2701—2800 | 3701—3800 | 4701—4800 | 5701—5800 | 6701—6800 | 7701—7800 | 8701—8800 | 9701—9800  |
| 801—900             | 1801—1900 | 2801—2900 | 3801—3900 | 4801—4900 | 5801—5900 | 6801—6900 | 7801—7900 | 8801—8900 | 9801—9900  |
| 901—1000            | 1901—2000 | 2901—3000 | 3901—4000 | 4901—5000 | 5901—6000 | 6901—7000 | 7901—8000 | 8901—9000 | 9901—10000 |